# Colobostomus sinaitus
Colobostomus sinaitus es una especie de coleóptero de la familia Oedemeridae.

## Distribución geográfica
Habita en Sinai (Egipto).